# SASHIKO + 48GROUP 4コマ劇場 よんぱち+
『SASHIKO + 48GROUP 4コマ劇場 よんぱち+』（さしこプラスフォーティーエイトグループ よんこまげきじょう よんぱちたす）は、企画監修：秋元康、漫画：田辺洋一郎による日本の漫画である。『週刊プレイボーイ』（集英社）第47巻第10号（No.12・2012年3月19日発行・2012年3月5日発売号)から連載しているAKB48グループ及び坂道シリーズを題材とした4コマ漫画である。もとは『AKB48 4コマ相関図 さしこ+』として連載していたが、第51巻第18号（No.21・2016年5月23日発行・2016年5月9日発売号）掲載の第201回をもって『SASHIKO + 48GROUP 4コマ劇場 よんぱち+』にリニューアルした。

## 概要
『うざりの』（原作：エンドロールプロダクション、漫画：松浦まどか。『月刊ヤングマガジン』（講談社）2010年11月号から2011年8月号まで連載）に次ぐ指原莉乃を主人公とする作品の1つであり、本作は作者こそ異なるものの主人公の事実上移籍に近い作品ともいえる。
「さしこ」こと指原莉乃とAKB48グループメンバーの日常を「限りなくノンフィクションに近い」形で描く4コマ漫画である。
主人公は指原であるが、指原以外のメンバーが主題になることもある。『さしこ+』時代は連載初期は指原を中心にAKB48メンバーの日常を、本作では第16回サブタイトル「HKT48移籍」 で取り上げられたHKT48への移籍後は指原をはじめ、他のメンバー個人（特にHKT48）の日常も取り上げるようになり、指原以外のメンバーを主題とすることもあった。『よんぱち+』へのリニューアル後は指原主演を維持しつつもHKT48に限らず、他のAKB48グループや乃木坂46、ならびにそのメンバーにも範囲を拡大し、AKBグループおよび乃木坂46を主題とし、旬のメンバーを取り上げる路線となっている。作品の性質上、実際にあった出来事を反映しているが、脚色された部分も一部ある。
作画の田辺は週刊プレイボーイにおいて仲村みう原作『みうまん』（仲村みうの芸能界引退に伴い終了）を連載していたが、「みうまん」のパロディとして始まった峯岸みなみ原作『みねまん』、小嶋陽菜原作『こじまん　愛されおバカなファーストレディ』、高橋みなみ原作『たかみなまん』 といったAKB48メンバー原作作品の掲載を経て本作の掲載に至っている。またこれらとは別に毎年夏に選抜総選挙の結果を受けて発行される週刊プレイボーイ特別編集の写真集『水着サプライズ発表』において以下のようなルポ漫画を掲載していたことがある。
- 「AKB48総選挙ルポ漫画 TKM48 徳さんの川柳はガチです」『水着サプライズ発表2010』pp. 111 - 113。
- 「AKB48総選挙ルポ漫画 TKM48 徳さんは今年もガチです」『水着サプライズ発表2011』pp. 107 - 109。
- 「AKB48総選挙ルポ漫画 TKM48 徳さん川柳危機一髪」『水着サプライズ発表2012』pp. 145 - 147。

## タイトル
『さしこ+』時代
正式なタイトルは「AKB48 4コマ相関図 さしこ+」である。ただし巻頭の目次及び巻末のアンケートページでの表記は単に「マンガ『さしこ+』」となっている。
当初のタイトルはすべて『AKB48 4コマ相関図 さしこ+』であったが、指原以外のメンバーが主題になる回には、タイトルが『さしこ+』から『○○+』（○○にはその回で主人公的な扱いを受けるメンバーの名前や愛称等が入る）に変わることもあるようになった。ただし、このようにページ本体のタイトル:が他のものに変わった場合でも、巻頭の目次及び巻末のアンケートページの表記は「マンガ『さしこ+』」のままである。
『よんぱち+』時代
正式なタイトルは『SASHIKO + 48GROUP 4コマ劇場 よんぱち+』である。ただし巻頭の目次及び巻末のアンケートページでの表記は単に「マンガ『よんぱち+』」となっている。
『さしこ+』時代とは異なり、誰が主人公的な扱いを受ける回でもタイトルが変わることはなく常に『よんぱち+』となるが、坂道グループのうち乃木坂46が特集された回ではタイトルが『よんろく+』、日向坂46が特集された回ではタイトルが『ひなた+』にそれぞれ変更される。（欅坂46については現時点で特集されたことがないので不明）乃木坂46の場合、『さしこ+』時代と同様に巻頭の目次及び巻末のアンケートページの表記は「マンガ『よんぱち+』」のままであるが、日向坂46の場合は「マンガ『ひなた+』」に改められる。ただし、327回では指原の卒業が話題になったためか、巻頭の目次及び巻末のアンケートページの表記も含めて『さしこ+』と改題していた。指原卒業後もタイトルは変わっていない。
回数表記
『さしこ+』時代はタイトルの上に「第xxx回」、『よんぱち+』ではタイトルの右下に「#xxx」で表記されている。回数は『さしこ+』時代から通算してカウントされている。

## 全体の構成
見開き2ページに掲載される4コマ漫画3本と、タイトル部分のイラスト、タイトル下のコーナーおよび欄外の注釈から構成される。
タイトル部分
大きな黒色の線（線の中に白抜きで「SOCIAL NETWORK SASHIKO」と記されている）でできた円が描かれており、円から少しはみ出すかたちで『○○○+』というメインタイトルと指原等その回の主人公のイラストが描かれている。またその円の中には、「第○○○回」という回数表記、「AKB48 4コマ相関図」というサブタイトル、「秋元康=企画監修」、「田辺洋一郎=漫画」、「AKB48グループ=出演」といったクレジット情報が記されている。
『さしこ+』時代は指原以外のメンバーが主題となった時は本来のタイトル『さしこ+』には×印が被せられ、タイトルともども隅に追いやられ困惑している（主役を奪った人物によっては逆によだれを垂らしながら羨望の眼差しを向けている場合もある）指原も描写され、タ:イトルもさしこの部分は他のメンバーのニックネームに差し替えていた。初期には円の左上にサブタイトル風の文言が記載されていた。毎年じゃんけん大会直後の回は『さしこ+』時代はタイトルを『じゃんけん+』に差し替えていた。
タイトル下のコーナー
初期には「今回のメンバー」として指原を含むその回に登場する3、4名の人物のプロフィールをイラスト入りで掲載していた。その後もその回の4コマ漫画部分で取り上げられる人物や出来事についてのイラストが掲載される。
タイトルが『よんぱち+』にリニューアルされてからは第245回までは、「AKB48GROUPコラムロワイヤル　生き残るのは誰だ」 及び「AKB48GROUPコラム番外地」 の中で掲載されていた宮脇咲良による同人のエッセイ「毎日にっちょく! Season 2 本人書下ろし さくぶん!」が、第246回からは中井りかによるエッセイ「NGT48 中井りかの【拡散希望】#ひめ〜る」が同一ページのタイトル下に掲載されている。ただし休載したときには代わって広告が掲載される。
欄外の注釈
右下部分には『さしこ+』についての説明が記載されており、以下のように変遷している。
- 第1回から第15回までは、『さしこ+』とは、国民的アイドルグループAKB48のへたれ女王“さしこ”こと指原莉乃とメンバーの日常を描く限りなくノンフィクションに近い4コママンガ
- 第16回から第22回まで、『さしこ+』とは、HKT48に移籍した“さしこ”こと指原莉乃と48グループメンバーの日常を描く限りなくノンフィクションに近い4コママンガ
- 第28回から第200回まで、『さしこ+』とは、HKT48の“さしこ”こと指原莉乃と48グループメンバーの日常を描く限りなくノンフィクションに近い4コママンガ

主人公が変わりタイトルが変わる回にはそれぞれの主人公に応じてこの部分の記述も例えば以下のように変わっている。
- 『さくら+』の場合は、『さくら+』とは、HKT48の“さくら”こと宮脇咲良とHKTメンバーの日常を描く限りなくノンフィクションに近い4コママンガ
- 『はるっぴ+』の場合は、『はるっぴ+』とは、HKT48の“はるっぴ”こと兒玉遥とHKTメンバーの日常を描く限りなくノンフィクションに近い4コママンガ
- 『なこみく+』の場合は、『なこみく+』とは、“なこ”こと矢吹奈子と“みく”こと田中美久と48グループメンバーの日常を描く限りなくノンフィクションに近い4コママンガ
- 『みさ+』の場合、『みさ+』とは、“みさ先輩”こと衛藤美彩と乃木坂46メンバーの日常を描く限りなくノンフィクションに近い4コママンガ
- 『いもむchu!+』の場合は、『いもむchu!+』とは、HKT48の非公式ユニット“いもむchu!”と48グループメンバーの日常を描く限りなくノンフィクションに近い4コママンガ
- 『じゃんけん+』の場合は、『じゃんけん+』とは、AKB48のじゃんけん大会と48グループメンバーの日常を描く限りなくノンフィクションに近い4コママンガ
- 『初選抜+』の場合は、 『初選抜+』とは、HKT48の控えめI love you !初選抜3人と48グループメンバーの日常を描く限りなくノンフィクションに近い4コママンガ
- 『新成人+』の場合は、『新成人+』とは、HKT48の新成人メンバーと48グループメンバーの日常を描く限りなくノンフィクションに近い4コママンガ

『よんぱち+』にリニューアルされてからはこの部分は何も記されていない。
左下部分には次回予告が記されている。また左横部分には『さしこ+』時代は「指原莉乃」という文字と指原の顔写真とともに指原がかかわるCD、DVD、写真集などのリリース情報、イベント情報、メディア出演情報などの近況が記されている。『よんぱち+』にリニューアルされてからは「よんぱち+ニュース!!」となり、48グループ全般のCD、DVD、写真集などのリリース情報、イベント情報、メディア出演情報な:どが記されている。メインタイトルが『よんぱち+』から『よんろく+』に変更されたときはこの部分のタイトルも「よんぱち+ニュース!!」が「よんろく+ニュース!!」となり、掲載される情報も乃木坂46関係のものになる。

## 主な登場人物
主に本作（一部スピンオフ作品も含む）において描写されている内容について記述する。

記述されているチーム名および役職名は現時点のものである。

複数のグループにまたがって兼任所属しているメンバーについては、主たる所属グループにて記述する。

★印の人物は、『さしこ+』時代において愛称などがタイトル『○○○+』に採用されたことがある。

☆印の人物は、『さしこ+』時代において単独での採用はないが、他メンバーとの組み合わせなどで愛称などがタイトル『○○○+』に採用されたことがある。

OGのうち◎印の人物は、現役（AKB48グループ在籍）時に本作に登場したことがあった。

### 主人公
★◎指原 莉乃（さしはら りの）
元HKT48 チームH所属 / 元HKT48劇場支配人（過去にはSTU48兼任、並びにSTU48劇場支配人を兼務したことがある）
ニックネーム - さしこ（ちゃん）、さっしー、さしさん
本作の主人公。『よんぱち+』へのリニューアル後もタイトル通りに設定上の主人公となっている。
『さしこ+』時代はほぼ一貫して黒髪のセミロングであったが、『よんぱち＋』へリニューアルしてからは本人の実態に合わせて茶髪で描かれることもある。
連載初期でまだAKB48にいたころ（5期生）は「へたれ」キャラが目立っており、バンジージャンプですら飛べなかったが、HKT48移籍、さらに劇場支配人兼務開始以降は「大先輩」らしい成長も見せている。尾崎支配人からも「文句なし」と絶賛するほど支配人としての素質は確かに認めているが、部屋が汚いのが欠点。
HKT48では最年長のため、気に入った年少メンバーにセクハラ行為、通称「サシハラスメント」を仕掛けることが多い。また、さらに年少メンバーが加入するとターゲットがそちらに移ってしまう。このため、かつてサシハラスメントをかけられていた一部メンバー（特になこみく）が嫉妬することもあり、そのメンバーに意地悪をしたことも。
基本的に「さっしー」と呼ばれているが、一部の後輩メンバー（特に田島、なこみく）からは「さしこちゃん」、AKB48時代の後輩メンバーからは「指原さん」、大島優子など一部の先輩メンバーからは「指原」と呼ばれている。なお、自身は「りのちゃん」と呼ばれることを快く思っていない。兒玉はさ行が上手く話せないため、「りのちゃん」と呼ぼうとしたが、「ちゃんと『さっしー』って呼んで」と指導させたことがある。
多忙な身であるため、『さしこ+』時代のタイトル下のイラストではくたびれて居眠りしている指原の姿が描かれることがあった。
アイドルオタクであり、ハロプロではモーニング娘。の佐藤優樹が推しメン。
2017年にはアイドルユニット・=LOVEをプロデュースし、更にSTU48と兼任し、劇場支配人にも就任するが、HKT48と向き合いたいことを理由に兼任解除する。
2019年に卒業した後は不定期で登場している。

### AKB48グループメンバー

#### 現役メンバー

##### HKT48
HKT48メンバーは指原莉乃移籍後は主要な登場人物として登場する。『さしこ＋』時代は指原以外のメンバーも主役になることがあった（その場合、タイトルは『（他のメンバーのニックネーム）+』）に差し替えられる。
☆秋吉 優花（あきよし ゆか）
HKT48 チームKIV所属
ニックネーム - ゆかちゃん、秋吉ちゃん
HKT48の2期生。髪型は登場初期はセミロングであったが、その後はツインシニヨンに変化し、特徴的な髪型となっている。
本作では常に笑顔でにこやかな表情をしているが、その表情で泣いたことが度々あり、HKT48大新年会で行われたカレー人気投票で苦戦したことに対してはその表情で怒りをぶちまけたこともあった。
ロリキャラとして登場したものの、なこみくの加入後はその地位が崩れる。その後当時の劇場のトイレに貼られたMC注意点の貼り紙を見てMCで生きる決意をする。
みかんが好物でみかんの皮を使ったアートが得意。
一時期、言葉の最後を柑橘類で締める「秋吉語」がフキダシの外で使われていたが（例・ありがとうんしゅうみかん、ごめんなさいよかん、など）、『よんぱち+』にリニューアルされてからは使われていない。
田中菜津美とのコンビで「みかん姉妹」として取り上げられることが多く、更に村重が加わるとバラエティ3姉妹として取り上げられることもある。
☆田中 美久（たなか みく）
HKT48 チームKIV所属
ニックネーム - みく（りん）
HKT48の3期生。でんでんむChu!の一員で一人称は「みく」。同期のHKT48メンバーである矢吹奈子とのコンビで「なこみく」として取り上げられることも多い。
矢吹同様、他のメンバーを振り回す無邪気なキャラクターである。
身長は加入間もない頃は矢吹に次いで2番目に低いメンバーであったが、その後の身体測定ではメンバー最小の身長になったことがある。負けず嫌いであり、身体測定では背伸びして少しでも高くしようとしたことがある。
「サシハラスメント」の対象が自分たちから後輩のメンバーに移った時には、拗ねたり自分も構ってくれるようせがむなど嫉妬を隠さなかった。
多田がイタズラで矢吹に見せた『週刊プレイボーイ』のエッチなページをじっくり見入る など、オヤジのような一面も持つ少女であり、松岡菜摘の写真集『追伸』発売のファン限定イベントではサプライズで登場し、司会を担当するが、その時には松岡菜摘が恥ずかしがるほどセクハラをかましてまで絶賛していた。
2022年からは髪型をボブヘアーにしたため本作登場時もそれに合わせて髪型が変わっている。10代後半でグラビアでも活躍するようになってからは胸が大きく描かれるようになった。
☆栗原 紗英（くりはら さえ）
HKT48 チームH所属
ニックネーム - さえちゃん
HKT48の3期生。グラビア担当。山本茉央・神志那結衣とともに『控えめ I love you!』で初選抜入りする。
「Chou（シュー）」のメンバーでもある。
荒巻 美咲（あらまき みさき）
HKT48 チームH所属
ニックネーム - みるん、荒巻ちゃん
HKT48の3期生。虫かごのメンバーの一人。初登場は第84回でオードリー・ヘプバーンのような女優を目指すと宣言していた（実際は観たことがない）。先輩の前では極度のあがり症で音楽の授業では1人で歌うほどいつも緊張しているが、同学年の田中菜津美に対しては毒舌な一面も。
その後長らく登場していなかったが、第8回じゃんけん大会では運上弘菜とともにfairy w!nkとしてユニットを組んで出場し、優勝を果たした。
今村 麻莉愛（いまむら まりあ）
HKT48 チームKIV所属
ニックネーム - まーさん、まりあ（たん/ちゃん）
HKT48のドラフト2期生。虫かごのメンバーの一人。加入時点ではHKT48最年少かつ身長129.9cmの小柄であり、それゆえに早くも「サシハラスメント」の対象となり、他のメンバーからも可愛がられるなど、なこみくが嫉妬する存在であるが、実は矢吹自身も「なこもまりあ好きだもん」と口にするほど好意的であり、時には遊び相手になることもある。
特技は男の子の顔でサイゼリヤのグラタンが好物。多田愛佳が推しメン。その縁もあり、第6回じゃんけん大会では出場資格はなかったが多田がニワトリの親子のコスプレで出場した時にはひな鳥として同伴している。
先輩メンバーに会うと緊張するほど礼儀正しいが、ドラフト2期生同士では「ちょっと態度大きくない?」と窘められてしまうほど思ったことを口にしてしまうキャラクターに変化するが、今村は「移っただけです」と否定している。
松岡 はな（まつおか はな）
HKT48 チームKIVキャプテン
ニックネーム - はな（ちゃん）
HKT48のドラフト2期生。ドラフトによる加入以前にも「バイトAKB」にて活動していた。『よんぱち+』にリニューアルしてから8thシングル『最高かよ』のセンターに抜擢されるなどして、本作への登場も増えてきた（後述の向井地と同様）。
本作では常に笑顔であり、八重歯が特徴。登場初期は目と口の形が微妙に違っていた。髪型は前髪ぱっつんのロングヘアだったがその後おさげになる。
フットボールアワー後藤輝基の推しメンでもある。また、なこみくお気に入りの遊び相手でもあり、就寝間際の彼女の部屋に突撃されたことも。
本人は嫌がっているが、泣き顔が「男梅」「がんもどき」と喩えられることがある。
運上 弘菜（うんじょう ひろな）
HKT48チームH所属
ニックネーム‐なっぴ
HKT48の4期生。第8回じゃんけん大会にて荒巻美咲とのコンビfairy w!nkとして優勝を果たす。
豊永 阿紀（とよなが あき）
HKT48 チームHキャプテン
ニックネーム - あき
HKT48の4期生。カメラが趣味でFUJIFILM X20のユーザー。二眼レフカメラ（「大人の科学マガジン」の付録であるが）も自作したことがある。イベント時にはカメラマンとして出陣する。

##### AKB48
柏木 由紀（かしわぎ ゆき）
ニックネーム - ゆきりん
AKB48の3期生。神セブンの1人。指原とは九州出身、ハロプロ好きという共通点を持つ。
指原のニックネーム「さしこ」の名付け親であり（ただし実際には本人は自身のラジオ番組で「さっしー」と紹介することが多い）、指原のブログタイトル「指原クオリティー」の名付け親でもある。
★中西 智代梨（なかにし ちより）
ニックネーム - ちょり
元HKT48の1期メンバー。元HKT48でSKE48に移籍した谷真理佳とは、中学時代の同級生で親友。
HKT48ではバラエティ班に属し、顔芸を担当していた。
谷がSKE48へ移籍するのと同時に自身もAKB48に移籍する。『控えめI love you !』のカップリング曲「今 君を想う」は中西と谷のことを歌った曲である。
AKB48移籍後はあまり登場していないが、HKT48時代からじゃんけん大会本戦に出場しており、第5回じゃんけん大会では選抜入りを果たし、第6回じゃんけん大会では井上陽水のコスプレで登場した。決勝戦では藤田奈那に負けたため、準優勝となったが、カップリング曲センターを努めた。
「ユニットじゃんけん大会2016」ではメイプル超合金のカズレーザーに扮装し、安藤なつを扮したしのぶと共に登場。
佐々木 優佳里（ささき ゆかり）
ニックネーム - ゆかるん
AKB48の12期生。第192回で登場。
幸せになれる言葉「ハピネス」を提唱しているが、影を背負い眼も虚ろ、セリフの字体もおどろおどろしい怪しげな「孤高のフシギ系少女」として描写されている。
公演の最中に宮脇を「ハピネス隊」に勧誘するも断られてしまう。
村山 彩希（むらやま ゆいり）
ニックネーム - ゆいりー
AKB48の13期生。劇場出演回数は2018年時点で4年連続1位の記録を持つ。劇場公演に懸ける思いが強く、プロデュース公演を任されるほどであり、鬼軍曹と呼ばれるほど恐れ多い一面もある。馬嘉伶とともに『ジャーバージャ』で初選抜入りした。
岡田奈々にとっては別の学校のマドンナという設定で本妻という存在であり、AKB48グループ成人式コンサートでは演出として岡田とキスをしたが、村山は恥ずかしがっている。
向井地 美音（むかいち みおん）
AKB48グループ3代目総監督
ニックネーム - みーおん、みおん
AKB48の15期生。でんでんむChu!のメンバーの一人。『よんぱち+』にリニューアルしてから度々登場し、登場する回によっては主演級を務めることもある。加入前は子役として活躍していた。加入前からAKB48の大ファンで聴いている曲は大体AKB48であり、音楽プレイヤーには500曲以上収録されている。推しメンはチーム8の谷川聖であるが、実は小嶋陽菜も中学のときからの推しメン。
AKB48グループ チーム対抗大運動会では出場した競技ほぼすべてで足を引っ張るほどの運動音痴であるが、AKB48グループセンター試験では1位を獲得した。
馬 嘉伶（ま ちゃりん）
ニックネーム - まちゃりん
AKB48の台湾留学生。バラエティ番組での「おったまげ～!」のフレーズに人気に火が付いた。村山とともに『ジャーバージャ』で初選抜入りした。
日本語は大家から教わっているが、「チョロイ」「どげんかせんといかん」など、おかしな単語も教わっている。
武藤 小麟（むとう おりん）
ニックネーム - おりん
AKB48の16期生。武藤姉妹の妹。登場初期は本村碧唯と同じく、なぜか目が泣いている状態で描かれていた。
小栗 有以 （おぐり ゆい）
ニックネーム - ゅぃゅぃ、2万年ちゃん
髪型は登場初期はハーフアップであったが後にツインテールとなる。たれ目が特徴的。「2万年に一人の美少女」という意味でファンから「2万年ちゃん」と呼ばれるようになる。第2回のれなっち総選挙で第1位（センター）に選ばれ、レナッチーズの一員となる。
岡部 麟（おかべ りん）
第272回に初登場。「11月のアンクレット」で初選抜入り。以後、小栗と共に登場する回あり。
本田 仁美（ほんだ ひとみ）
小田 えりな（おだ えりな）

##### SKE48
★谷 真理佳（たに まりか）
SKE48 チームE所属
ニックネーム - まりか、にーたー
元HKT48の2期メンバー。大きな顔が特徴。元HKT48の1期メンバーでAKB48に移籍した中西智代梨とは、中学時代の同級生で親友。HKT48時代はいじられキャラであったが、松井玲奈に見出されて「推しメン」認定されたり、AKB48グループ総支配人であった戸賀崎智信（当時）に「君は宝だ」と言われたりするなど、アイドルとしての素質も確かに認められている。いわゆる「バラエティー班」で非公式ユニット「いもむchu!」のメンバーの一員でもあり、ポジションは「Chu!」。チャームポイントは特徴のあるヘリウム声で石原さとみ似（いずれも自称）。常に前に出て大きな声で話す。風呂が嫌いで消臭スプレーを持参している。SKE48への移籍後は出番が減少した。

##### NMB48
NMB48メンバーは一部を除いて基本的に関西弁で話す。
川上 千尋（かわかみ ちひろ）

渋谷 凪咲（しぶや なぎさ）

##### STU48
瀧野 由美子（たきの ゆみこ）
ニックネーム - ゆみりん
『瀬戸内の声』ではセンターを務める。鉄道ファンで新幹線500系電車が大好き。
STU48のキャプテンでもある岡田奈々のことが好き（しかし、当の岡田は村山彩希のことが好き）。
岩田 陽菜（いわた ひな）
ニックネーム - ひなちゃん、ひなぴよ
第2回AKBドラフト会議で最終審査まで残っていたが落選。その後STU48に加入した。
大谷 満理奈（おおたに まりな）
ニックネーム - マリーナ
舞台裏で関係者に意見を聞いて回るほど真面目で隙間でメモを取っている。。

##### BNK48
伊豆田 莉奈（いずた りな）
ニックネーム - いずりな
『よんぱち+』へのリニューアル後、AKB48時代に度々登場していた。第7回じゃんけん大会では『こちら葛飾区亀有公園前派出所』の両津勘吉のコスプレで出場した。
その後BNK48へ移籍し、タイではまゆゆと呼ばれるほどの人気者であるが、日本でそれを口にしたところ、スベってしまい、かえって不評を買った。

##### AKB48 Team TP
阿部 マリア（あべ まりあ）
ニックネーム - まりあ、アベマ
以前はAKB48の10期生でチームKに所属していた。初登場は第11回で若手メンバーに対してはべらして浮かれたりサシハラスメントをしている指原に対して辛辣し、後輩でありながら怒りをぶちまけていた。その後は第4回じゃんけん大会で選抜入りを果たした。それ以来、登場していなかったが、第333回で久しぶりの登場を果たし、移籍後は愛されポンコツキャラな一面を見せた。

#### 卒業メンバー

##### AKB48
小嶋 陽菜（こじま はるな）
元AKB48メンバー（最終所属はチームA）
ニックネーム - こじはる
AKB48の1期生。神セブンの1人。厚い唇が特徴的。連載初期から登場し、主力メンバーの1人であるが、『さしこ+』時代は時折登場する程度であった。
『よんぱち＋』へのリニューアル後は向井地の推しメンの1人として度々登場し、誰からも愛される存在であったが、柏木だけは『Green Flash』でWセンターになった時しか話したことがない。
◎前田 敦子（まえだ あつこ）
女優・歌手、元AKB48メンバー（最終所属はチームA）
ニックネーム - あっちゃん
AKB48の1期生、かつ長らくエースとして活躍した大先輩。本作の連載初期に当時現役メンバーとして出演しており、レジェンドメンバーとしても出演。
本作では常に笑顔だが、時々鋭いコメントをピシャリと言い放つこともある。
★◎大島 優子（おおしま ゆうこ）
女優、元AKB48メンバー（最終所属はチームK）
ニックネーム - ゆうこ
AKB48の2期生、こちらも大先輩。指原と同じ太田プロに所属し、AKBの派生ユニット「Not yet」にも共に所属している。
イタズラ好きで、指原が初めて1位を取ったAKB48選抜総選挙では、直後に発表された「太田プロ総選挙」では自分が1位を取ったと得意げな顔で報告して指原をからかっていた。
そんな大島であるが、愛される存在でもあり、乃木坂46の衛藤美彩にとっては「ガッツがあって負けず嫌い」と絶賛するほど憧れの先輩である。
◎高橋 みなみ（たかはし みなみ）
歌手、元AKB48メンバー（最終所属はチームA）
ニックネーム - たかみな
AKB48の1期生。AKB48時代はチームAのキャプテンを経て総監督を務めていたため、本作ではしっかり者として描かれている。髪型はポニーテールにしていることが多く、大きなリボンが特徴的。私服が奇抜で溜まるとメンバーに郵送してあげたり交換会を行うほど。メンバーへの面倒見もよく、指原にとっても良き相談相手ではあったが、『恋するフォーチュンクッキー』のセンターを務めていた時には顔が引きつっていたことに対して一喝するなど、総監督として頼もしい一面も見せている。
◎篠田 麻里子（しのだ まりこ）
元AKB48メンバー（最終所属はチームA）
ニックネーム - 麻里子さま
AKB48の1.5期生。AKB48時代は主力メンバーで神セブンの1人であったが、本作ではあまり登場しない。『MORE』の専属モデルを務めているため、指原にとってはファッションや美容面での良き相談相手でもあった。
◎板野 友美（いたの ともみ）
元AKB48メンバー（最終所属はチームK）
ニックネーム - ともちん
AKB48の1期生。AKB48時代は主力メンバーで神セブンの1人でもあったが、本作ではあまり登場しない。タレ目でアヒル口が特徴的。一人称は「トモ」。指原を認める存在の1人でもあり、「HKT（移籍後）の方が面白い」と指原のトークを絶賛していた。
◎仁藤 萌乃（にとう もえの）
元AKB48メンバー（最終所属はチームK）
ニックネーム - もえの
AKB48の5期生で指原と同期であり、ファンからは「さしもえ」と呼ばれる仲であるが、本人は否定しており、ツンデレで指原に対してはきつそうな態度をとっている。連載初期に登場していたが、指原の移籍後は第44回（48グループ成人式）に登場したのが最後で、以降はグループ卒業にともない登場していない。
菊地 あやか（きくち あやか）
元AKB48メンバー（最終所属はチームA）
ニックネーム - あやりん
AKB48の3期生。渡り廊下走り隊7のメンバーの一員でもあった。おバカキャラであるが口数は少なめ。第4回じゃんけん大会ではミニスカポリスのコスプレで出場し、選抜入りした。モデルを目指していたため、多田にとってはメイクの良き相談相手でもあった。
高城 亜樹（たかじょう あき）
元AKB48メンバー（最終所属はチームA）
ニックネーム - あきちゃ
AKB48の6期生。天然系美少女。テンションが上がると何を喋っているのか解らなくなるが、指原、倉持、柏木、北原の4人だけはその言葉を通訳できる。
倉持 明日香（くらもち あすか）
元AKB48メンバー（最終所属はチームB）
ニックネーム - もっちぃ
第46回で登場。重度の耳フェチ。
岩佐 美咲（いわさ みさき）
元AKB48メンバー（最終所属はチームB）
ニックネーム - わさみん
AKB48の7期生。渡り廊下走り隊7のメンバーの一員でもあった。演歌歌手としてもソロ活動している。
小森 美果（こもり みか）
元AKB48メンバー（最終所属はチームB）
ニックネーム - こもりん
AKB48の7期生。渡り廊下走り隊7のメンバーの一員でもあった。卒業後に渡り廊下の解散コンサートにサプライズとして登場した。
平嶋 夏海（ひらじま なつみ）
元AKB48メンバー（最終所属はチームB）
ニックネーム - なっちゃん
AKB48の1期生。渡り廊下走り隊7のメンバーの一員でもあった。渡り廊下ではリーダーも努めていたため、多田にとっては安心する存在であった。多田から「おっぱい分けてほしい」と羨しがるほど胸が大きい。
岩田 華怜（いわた かれん）
元AKB48メンバー（最終所属はチームA）
ニックネーム - カレン
AKB48の12期生。第11回で登場。指原が推しメンで憧れていた。
川栄 李奈（かわえい りな）
元AKB48メンバー（最終所属はチームA）
ニックネーム - りっちゃん
実年齢より若く見えるため、小学生のようなルックスをしている。本作初登場は第9回、指原セブンの一員として登場（キャッチフレーズは「噓泣きクイーン」）。
その後はアンリレの一員として再び登場。足の臭さにコンプレックスを持っていたため、指原から足のニオイを消す薬を貰ったものの、効かなかった。
★島崎 遥香（しまざき はるか）
元AKB48メンバー（最終所属はチームA）
ニックネーム - ぱるる
本作では笑顔でにこやかな表情で描かれることもあるが、塩対応で有名。初登場は第11回で指原に前田亜美・多田愛佳・竹内美宥とともにサシハラスメントを受けての登場だった。髪型は初登場時は黒髪のポニーテールだったが、後にボブにし、その後はボブのまま茶髪にした。
第3回じゃんけん大会では「ずっとチョキをだして」優勝し、シングル初センターを務めた。
市川美織のキャッチフレーズである「フレッシュレモンになりたいの〜」の考案者でもあり、市川がレモンキャラを封印しようとしてヤケになっていた時には優しく助言し、復活させる契機となった。
西野 未姫（にしの みき）
元AKB48メンバー（最終所属はチーム4）
ニックネーム - みきちゃん
AKB48の14期生。てんとうむChu!メンバー、ならびに三銃士の一員であった。
田名部 生来（たなべ みく）
元AKB48メンバー（最終所属はチームB）
ニックネーム - たなみん
AKB48の3期生。滅多に登場しないメンバーの1人で第5回（指原も参加していた「チーム狩人」）と第44回（48グループ成人式）で登場した。それ以来登場していなかったが、第7回じゃんけん大会で酔っぱらいサラリーマンのコスプレで登場し、優勝を果たした。趣味は相撲観戦で毎晩の晩酌も欠かせない。
木崎 ゆりあ（きざき ゆりあ）
元SKE48・元AKB48メンバー（最終所属はチームB）
ニックネーム - ゆりあ
『よんぱち+』にリニューアルしてから度々登場していた。本作ではキン肉マンを思わせる形で描かれている。
島田 晴香（しまだ はるか）
元AKB48メンバー（最終所属はチームK）
ニックネーム - はるぅ、ウルセーヨ島田
AKB48の9期生。連載初期に登場し、その後出番がなくなっていたが、『よんぱち+』へのリニューアル後は『豆腐プロレス』のレギュラーメンバーの1人として登場していた。
渡辺 麻友（わたなべ まゆ）
元AKB48メンバー（最終所属はチームB）
ニックネーム - まゆゆ
AKB48の3期生。神セブンの1人。渡り廊下走り隊7のメンバーの一員でもあり、連載初期は指原の遊び相手の1人でもあり、サシハラスメントの対象にもなっていた。サシハラスメントを受けた時には華麗にスルーしていた。なこみくのファンであるが、そのなこみくにはいつも振り回されている。髪型は本作では本人の実態に合わせて変化しており、ツインテール→おさげ→ストレート→セミロングに変化している。ツインテールにしていた頃は矢吹につられてその髪型でゴキブリの真似をしたことがある。セミロングにするまでは他者に触らせたくないほど前髪を大事にしていたが、その前髪は矢吹に触られたことがあり、その時には「この前髪はなこちゃんに触られるために生まれてきた」と語った。多田のことが大好きでよくキスをする。
卒業コンサートでは指原にプラカードで「ときメモ返して」と暴露され、更に柏木からも漫画とDVDを借りパクしていたことがバレてしまう。
☆藤田 奈那（ふじた なな）
AKB48 チームK所属
ニックネーム - なぁな
AKB48の10期生。第172回『じゃんけん+』で登場。第6回じゃんけん大会で客室乗務員のコスプレで出場。決勝戦では中西智代梨と対戦して優勝し、ソロデビューを果たした。
長 久玲奈（ちょう くれな）
AKB48 チーム8（福井県代表）
ニックネーム - くれにゃん
自作の曲を披露するギター女子で『エンタの神様』では福井のあるあるを歌った。それに続いてチーム8のあるあるを本作で披露してしまう。
竹内 美宥（たけうち みゆ）
AKB48 チームB所属
ニックネーム - みゆみゆ
AKB48の9期生。初登場は第11回で多田愛佳・島崎遥香・前田亜美とともに指原にサシハラスメントを受けての登場だった。長い間登場していなかったが、2018年9月4日にAKB48から卒業することを発表。『NO WAY MAN』で6年ぶりに最後の選抜入りを果たす。
小嶋 真子（こじま まこ）
AKB48 チーム4所属
ニックネーム - こじまこ
AKB48の14期生。てんとうむChu!メンバー、ならびに三銃士の一員で光文社エンタテインメント編集部編集長・青木宏行の推しメンの1人でもある。本作ではにこやかな表情をしている。食べず嫌いで苦手な食べ物が多い。
高橋 朱里（たかはし じゅり）
AKB48 チームB所属
ニックネーム - じゅり、メッシ
AKB48の12期生。チームBのキャプテンを務める。
いわゆる「次世代メンバー」に属するが、本作初登場は第9回と早い。
研究生時代に「目が死んでる」様子だったことから「メッシ（目ッ死）」という渾名がついてしまう（同名のサッカー選手とは無関係）。
その所以からか、指原セブンの一員として初登場したときのキャッチフレーズは「デッドアイ」。
矢作 萌夏（やはぎ もえか）
AKB48 チームK所属
ニックネーム - もえちゃん
AKB48のドラフト3期生で元SKE48の矢作有紀奈（本作では第258回に登場）の妹。指原にサシハラスメントを受けるも共演NGを出してしまう。本人がカエル好きということもあり、カエルに似せた顔デザインとなっている
「ミライ☆モンスター」番組内でAKB48を卒業することを発表、直後の「第2回AKB48グループ歌唱力No．1決定戦」決勝大会で優勝した。
入山 杏奈（いりやま あんな）
AKB48 チームA所属
ニックネーム - あんにん
アンリレの一員として登場。昇格前は「美しすぎる研究生」と呼ばれた。ダンスが苦手。サシハラスメントを受けたことがない。
★加藤 玲奈（かとう れな）
AKB48 チームB所属
ニックネーム - れなっち
かわいい子が大好き。本作初登場は第31回、アンリレの一員としての登場だった。れなっち総選挙が開催された時には本作で取り上げられることがある。
横山 由依（よこやま ゆい）
AKB48 チームA所属
ニックネーム - ゆいはん
AKB48の9期生で2019年3月まで総監督を務めた。かつて指原と共同生活をしていた地方組の1人。現在も時々登場しているが、指原卒業後は登場頻度が増えた。
大家 志津香（おおや しづか）
AKB48 チームA所属
ニックネーム - しーちゃん
AKB48の4期生でかつて指原と共同生活をしていた地方組の1人。連載初期に登場していた。指原移籍後は長らく登場していなかったが、第8回じゃんけん大会では北原里英・宮崎美穂とともにKissの天ぷらとしてユニットを組み、出場した。馬嘉伶の日本語講師も担当している。
峯岸 みなみ（みねぎし みなみ）
AKB48 チームK所属
ニックネーム-みぃちゃん
AKB48の1期生。チームKではキャプテンを務める。指原のスキャンダル翌日のオールナイトニッポンで、前田と共に番組司会を務め、指原のHKT生移籍宣告を共に見届けた。
宮崎 美穂（みやざき みほ）
AKB48 チームA所属
ニックネーム - みゃお
AKB48の5期生。SONEの一員でもあった。次世代エースとして期待されながらも干されの期間が長かったが、じゃんけん大会でコウメ太夫のモノマネで脚光を浴びた。その後は北原・大家とともにKissの天ぷらとしてユニットを組み、第8回じゃんけん大会に出場した。
岡田 奈々（おかだ なな）
AKB48 チーム4所属
ニックネーム - なぁちゃん、岡田船長
AKB48の14期生。てんとうむChu!メンバーの一員。初登場は第78回で小嶋真子・西野未姫とともに三銃士として登場した。
髪型は登場初期は黒髪のロングヘアであったが、後に茶髪のショートにした（込山榛香曰く、「ボーイッシュでカッコイイ」とのこと）。
じゃんけん大会においては第5回で選抜入りし、第7回では妹とともに『Re:ゼロから始める異世界生活』のラムとレムのコスプレで登場した。
STU48ではキャプテンを務め、グループの垣根を超えて後輩に慕われるほどのしっかり者であるが、動画配信中に鍋つかみに引火したことがある。とはいえ、やけどには至らなかった。
武藤 十夢（むとう とむ）
AKB48 チームK所属
ニックネーム - とむ
AKB48の12期生。武藤姉妹の姉。第10回選抜総選挙では7位にランクインし、神7入りしたものの、『NO WAY MAN』で選抜落ちしたことには納得することができず、不満をぶちまけていた。気象予報士でもある。
本作では妹の小麟に男言葉で注意する男勝りで豪快な姉キャラであるが、遅刻したことを小麟に暴露されたり、小麟と勘違いして他のメンバーに注意してしまったりするなど、どこか抜けている一面もある。

##### SDN48
浦野 一美（うらの かずみ）
ニックネーム - シンディー
AKB48の1期生、AKB48チームBからSDN48へ移籍後に卒業と同時期に渡り廊下走り隊7の暫定メンバーになる。常にティアラを被っており、トレードマークとなっている。渡り廊下メンバーの中では暫定ながら最年長であったが、ハイテンションで多田にとっては面倒くさい存在。
佐藤 由加理（さとう ゆかり）
ニックネーム - ゆかりん
AKB48の1期生、AKB48チームAからSDN48へ移籍後に卒業。AKB48加入前からの指原の憧れの人（『ミュージックステーション』で踊る佐藤の姿を見てAKBファンになり、自分もAKB48に入りたいと思うようになった） ということになっているが、ほとんど話したことがないため、佐藤自身は本当なのか疑問に思っている。
野呂 佳代（のろ かよ）
ニックネーム - ノンティー
AKB48の2期生、AKB48チームKからSDN48へ移籍後に卒業。AKB48時代はお笑い担当だった。指原と同じ太田プロに所属し、指原のことを一目置いている。

##### SKE48
★◎松井 玲奈（まつい れな）
元SKE48チームE所属
ニックネーム - れな、玲奈さん
アニメや漫画、ゲームなどの二次元の世界に詳しいオタク体質。その一方人見知りで現実世界での友人は少ない。ベイビーレイズにはまり、ベイビーレイズやHKT48が出演した東京アイドルフェスティバルに観客としてこっそり参加するが、そのことを指原にばらされる。
48グループのメロンパンが好きなメンバーで構成された「メロンパン同盟」の会長だった（副会長は島崎。現在は同盟は解散）。
村重にとっての憧れの先輩であり、ムラシゲスメントの一環として抱きつかれてしまうが、この時の反応により「好きすぎてこれ以上のことができない…」と言わしめ、見事にいなしていた。
★木本 花音（きもと かのん）
SKE48 チームE所属
ニックネーム - かのん
初登場は『真夏のSounds good !』のMV撮影で市川美織とともにグアムのビーチで指原にはべらされての登場だった。その後もHKT48 チームKIVを兼任していた時期があり、その時期に本作に登場した。
★松村 香織（まつむら かおり）
SKE48 チームKII所属
ニックネーム - かおたん、つーまー
SKE48のメンバーの中では本作の登場回数が多く、本作においてはある種のマスコット的存在であり、主役に抜擢されることもある。
本作では他のメンバーに比べ顔面がかなり荒いタッチで描かれ（作者のTwitterにて、10秒で描きあがるとの談）、一見すると怖そうな表情をしている。 2018年時点ではSKE48メンバー最年長であるが、長期に亘って研究生であったこともあり（昇格するまでは「終身名誉研究生」と呼ばれたほど）、研究生時代は鬼指導と呼ばれるほど鍛えさせるなど後輩メンバーにとっても恐れ多い存在であるが、その一方で珠理奈に対しては7歳年下でありながら先輩であるため、頭が上がらない一面もある。キャラクターがプリントされたパンツを愛用しており、それをメンバーの前で見せるなど、お茶目な一面もある。
研究生時代はジャージ着用で片手にビデオカメラ持参で描かれることが多かった（昇格後もジャージ着用で描かれることが多い）。また、4コマの片隅の小さいコマに登場することもある。
研究生時代に指原のプロデュースでCD「マツムラブ！」でソロデビューする（これが指原莉乃プロデュース第一弾となる）。
第8回じゃんけん大会では高柳明音・大場美奈とともにサンタロウとしてユニットを組み出場し、松村は金太郎に扮したが、初戦で敗退した。
北川 綾巴（きたがわ りょうは）
SKE48 チームS所属(過去にはAKB48チーム4兼任だった時期がある)
ニックネーム - うは、りょうは
てんとうむchu!メンバーの一員。チームSではリーダーを務める。一見するとクールな美少女だが、実は熱い闘志の持ち主。第8回・第9回じゃんけん大会では、栄6期生として出場した。
☆松井 珠理奈（まつい じゅりな）
SKE48 チームS所属（過去にはAKB48チームK兼任だった時期がある）
ニックネーム - じゅりな
第4回じゃんけん大会で女子高生のコスプレで登場し、優勝を果たした。『豆腐プロレス』の撮影をきっかけに、熱烈なプロレスファンとなっている。
高柳 明音（たかやなぎ あかね）
SKE48 チームKII所属。
ニックネーム - ちゅり
鳥好きとして有名。 第8回じゃんけん大会で松村香織・大場美奈とともにサンタロウとしてユニットを組み出場し、高柳は桃太郎に扮したが、初戦で敗退した。
第280回以降、唇が鳥の形になっている。
大場 美奈（おおば みな）
SKE48 チームKII所属
ニックネーム - みなるん
チームKIIではリーダー（註・他の48グループではキャプテンに当たるポジション）を務める。
AKB48チーム4（初代）時代はキャプテンを務め、連載初期によく登場していた。SKE移籍後は長らく登場していなかったが、2017年からはSKEの柱且つ48グループの古参メンバーとしての活躍により、再び登場機会が増えている。
じゃんけん大会では第4回では博士のコスプレで出場して4位となり、選抜入りしたことがある。第8回では松村香織・高柳明音とともにサンタロウとしてユニットを組み出場し、大場は浦島太郎に扮したが、初戦で敗退した。
古畑 奈和（ふるはた なお）
SKE48 チームKII所属。
ニックネーム - なお、奈和ちゃん
金髪のショートヘアとピアスが特徴的。『FRUSTRATION』でセンターを務める。

##### NMB48
☆渡辺 美優紀（わたなべ みゆき）
元NMB48チームN所属（過去にはAKB48チームB兼任だった時期がある）
ニックネーム - みるきー
NMB48の1期生。本作ではにこやかな表情をしている。第5回じゃんけん大会では『うる星やつら』のラムちゃんのコスプレで登場。優勝してソロデビューを果たした。青木宏行の推しメンの1人でもある。
須藤 凜々花（すとう りりか）
NMB48 チームN所属
ニックネーム - りりぽん
NMB48の哲学者。第9回選抜総選挙で結婚宣言をし、徳光和夫を困惑させてしまう。
薮下 柊（やぶした しゅう）
NMB48 チームN所属
ニックネーム - しゅう
NMB48の3期生。虫かごのメンバーの1人でもあり、STU48の薮下楓の姉でもある。クソガキキャラで、市川美織がNMB48移籍後に後輩でありながら「レモンババア」とからかうが、逆に市川が新たな路線を見い出すことになってしまった。
市川 美織（いちかわ みおり）
NMB48 チームN所属（過去にはAKB48チームB兼任だった時期がある）
ニックネーム - みおりん、フレッシュレモン、レモンちゃん
童顔で小顔かつ小柄な体型を特徴する「合法ロリ」キャラで、髪型は『さしこ+』時代はツインテールであったが『よんぱち+』へのリニューアル後は本人の実態に合わせてショートとなる。目は当初は「●」に白い「+」が入った特徴的なものだったが、のちに「●」に小さい「○」が入った目に、『よんぱち＋』へのリニューアル後は「＾」の形に変化している。
「フレッシュレモンになりたいの〜」のキャッチフレーズが印象的であり、それゆえに「フレッシュレモン」「レモンちゃん」と呼ばれている。じゃんけん大会ではレモンの着ぐるみを着て出場したこともある。その縁もあり、広島レモン大使も務める。
連載初期に度々登場し、AKB48時代における指原のお気に入りで遊び相手でもあり、サシハラスメントの対象でもあったが、実は阿部マリアのお気に入りでもあり、「私のみおりんに手を出さないでください」と指原に一喝したほど。滑舌が悪いメンバーの1人でもあり、その後噛み7/滑舌選抜の一員として登場して以来、NMB48移籍後は長らく登場していなかったが、『よんぱち+』へリニューアルしてから登場回数が増え、2016年に行われた選抜総選挙延長戦では自ら売りにしていたレモンキャラに縛られることが嫌になり、封印したことを宣言する。第2回れなっち総選挙では2位を獲得し、レナッチーズの一員となる。
吉田朱里がユーチューバーとしてブレイクしたことを受け、自身もYouTubeに公式チャンネル「フレッシュレモンTV」を開設し、旬の芸人に便乗したネタを動画にしてアップロードしている。また、キャッチフレーズの考案者である島崎遥香からの助言もあり、これを契機にヤケになっていた自身を取り戻すこととなり、1度は封印したレモンキャラが忘れられず、復活することとなった。レモンキャラで世間的な知名度を得ていたことからか「夢の紅白選抜」でも第10位と総選挙圏外からの劇的な再ブレイクを果たしたことも継続の一因となっていると推測される。
山本 彩（やまもと さやか）
NMB48キャプテン、チームN所属（過去にはAKB48チームK兼任だった時期がある）
ニックネーム - さやか、さや姉
NMB48チームNではキャプテンを務めた。
NMB48に対する思い入れは人一倍強く、2015年の総選挙の速報発表の時にはNMB48勢の苦戦に涙した一面もある。
村重の「グイグイ選抜」に勧誘されるも、やんわりかつきっぱりと断る（その後村重から山本の水着グラビアの写真がメールで送り付けられる事態に発展する）。
同じNMB48の太田夢莉とは2次元オタクのオタ友で、太田が勝手にダウンロードしたイケメン養成ゲームにハマり、多忙の身でありながら太田よりハイレベルになったことも。
太田 夢莉（おおた ゆうり）
NMB48 チームBII所属
ニックネーム - ゆーり、まんねんちゃん
前述の山本彩のオタ友の一人。『よんぱち＋』へリニューアルしてから度々登場している。過去に「1万年に1人の美少女」と豪語したこともある。それ故に「まんねんちゃん」というあだ名がついた。パクチーが苦手。
岡田奈々にとっては同じ男子校の同級生という設定である。
白間 美瑠（しろま みる）
NMB48 チームM所属(過去にはAKB48チームA兼任だった時期がある)
ニックネーム - みるるん
NMB48の1期生で中心メンバーの一人。ロングヘアーであり、やや垂れ目気味に描かれている。『豆腐プロレス』の撮影をきっかけにプロレスにハマっており、太田夢莉に四の字固めを仕掛けたこともある。それに留まらず、川上千尋等大人しめなメンバーにしばしばプロレス技をかけようとしている。野心家であり、NMBの頂点（てっぺん）を狙っている。
山本彩とは同期ではあるが、裸踊りで山本が無表情で応えるほど思いを伝えたことがある。
吉田 朱里（よしだ あかり）
NMB48 チームM所属
ニックネーム - アカリン、女子力オバケ
YouTubeに公式チャンネルを持つユーチューバーでもあり、メイク動画など再生回数を100万回超すほどの人気者。そのおかげか「夢の紅白選抜」で6位に抜擢され、突如大ブレイクを果たした。動画の編集やカメラなどの機材にも凝っており、ファンには女子力の高い女子が多く、握手会の吉田朱里レーンはいい匂いがするという。

##### HKT48
★◎穴井 千尋（あない ちひろ）
ニックネーム - ちーちゃん、ちひろん、（ぽんこつ）キャップ
HKT48チームHの前キャプテン
三重まぶたの目とアヒル口が特徴的。髪型はボブでその後はパーマが少しかかったタイプとなり、登場初期は黒髪であったが後に茶髪にした。
迷子になって楽屋に戻れなくなったり、人数確認をするために点呼をしたとき自分を数え忘れて一人少ないと慌てふためくなど、キャプテンでありながらHKT48を代表するぽんこつキャラであるが、メンバーを気遣う心優しい部分もある一方で注意する時には注意するタイプであり、リハーサルで気が緩んだりおしゃべりをするメンバーに対しては怒りに任せて一喝するなど、頼もしい一面を見せることもある。
通常、タイトルが『さしこ+』以外の『○○+』になるときは、そのメンバーの名前や愛称をもとにつけられるが、穴井の場合には『ぽんこつキャップ+』になっている。
☆◎後藤 泉（ごとう いずみ）
元HKT48 チームKIV所属
ニックネーム - いーちゃん
HKT48の2期生。非公式ユニット「いもむchu!」のメンバーの一員でポジションは「も」。ハスキー声の団地妻キャラだった。尾崎支配人に羊目の写真を撮られて苦言を呈した。
◎岡田 栞奈（おかだ かんな）
元HKT48 チームKIV所属
ニックネーム - おかぱん
HKT48の2期生。しっかり者であるが寝起きが悪く、今村に起こしてもらっても起きなかったほど。第5回じゃんけん大会では橋本環奈のコスプレで出場したことがある。
HKT48大新年会で行われたカレー人気投票では赤ワインと醤油を隠し味としたカレーを披露し、優勝した。その後本人が卒業したため、第190回を最後に登場していない。
★多田 愛佳（おおた あいか）
元HKT48 チームKIV所属
ニックネーム - らぶ(たん/さん)
チームKIVの前キャプテン。AKB48の元メンバー（3期生）。渡り廊下走り隊7のメンバーでもあった。指原と異なり「何もないまま」HKT48に移籍する。かつてはロリキャラであったがHKT48に移籍してからはお姉さんキャラになる。
前述の「サシハラスメント」の初期の被害者（指原曰く「お互いわかってやってる『ビジネス』」）。
本作では生意気なツンデレキャラとして描かれることが多く、イタズラ好きで凱旋公演でのサプライズではデマを流して指原をはじめとするメンバーを泣かせたり、矢吹に『週刊プレイボーイ』のエッチなページを見せびらかしたりするなどした。とはいえ、コーンポタージュを飲みたがっていた兒玉にそれを買わせてあげたりするなど根は心優しく思いやりがあり、尾崎支配人からは「根は努力家」と絶賛されており、前述の通りサシハラスメントを受けたり渡辺麻友にキスをされたりするなど愛される存在でもある。
名字の「多田」を「ただ」と読み間違えられるとキレる。
髪型は初期の頃はツインテールであったが、その後はシニヨンにすることが多かった。『よんぱち+』へのリニューアル直後にはボブにしたことがある。
☆山本 茉央（やまもと まお）
元HKT48 チームH所属
ニックネーム - まお（パニ）
HKT48ドラフト1期生。第84回で初登場。天然キャラで指原に憧れている。登場初期はブレザー姿であった。栗原紗英・神志那結衣とともに『控えめ I love you!』で初選抜入りする。
☆冨吉 明日香（とみよし あすか）
HKT48 チームKIV所属
ニックネーム - あすか、トミヨシ
HKT48の2期生。非公式ユニット「いもむchu!」メンバーの一員でセンター兼プロデューサーを務めるが、よりによってしっかりしていない。
HKT48の全国ツアーでは恐竜の餌食となり、後のじゃんけん大会にはそれをネタにした衣装で出場した。
★兒玉 遥（こだま はるか）
HKT48 チームH 所属（過去にはAKB48チームKを兼任していた時期がある）
ニックネーム - はるっぴ、ぴっぴ
HKT48の1期生。髪型は一貫してショートヘアであり、登場初期はおでこを出していたため、その髪型ゆえに村重から「イッコーさん」といじられたことがある。
滑舌の悪さが特徴。特にさ行の言葉が苦手でしゃ・しゅ・しょで話す傾向があり、幼児語に近い口調で話す（実際は本作ほど噛んでいない）。得意の早口言葉は「新春シャンションショー」。兒玉が主役のときの『はるっぴ+』も、「+」にかかるふりがなが「たしゅ」となっている。
そして48グループ内で滑舌の悪いメンバーを集めて「神7」ならぬ「噛み7（かみしぇぶん）」を結成。ただし直後にメンバーが1名増えて「滑舌選抜」と改名。
登場初期は見かけによらず大食らいでそれゆえにお腹を壊したこともあった。その後はダイエットに励むようになり、グラビアの撮影を目前に3日間断食したことがあったほか、コンビニサラダだけでしのいでいた時期もあるが、その時には村重のギャグの1つである「めんたいこ」を披露した際、そのはずみでサラダが床にぶちまけられて村重に飛び蹴りしたこともある。
HKT48のアルバム『092』の特典DVDでは監督に正統派を希望していたが、実際には本人の意に反して初めて日本に来た奥アマゾン原住民少女のドキュメンタリーをさせられた。
☆駒田 京伽（こまだ ひろか）
HKT48 チームH所属
ニックネーム - ぴーちゃん
HKT48の2期生。非公式ユニット「いもむchu!」のメンバーの一員でポジションは「む」。清楚な真面目キャラであるが、部屋が汚い。
★田中 菜津美（たなか なつみ）
HKT48 チームH所属（過去にはSKE48チームS兼任であった時期もある）
ニックネーム - （博多の）ボス、なつみかん
HKT48の1期生では最年少（実はオーディション実施時にはまだ応募できる年齢に達していなかったので年齢をごまかして応募し、合格した後もしばらくは年齢をごまかしたままで最初の生誕祭を行った）ながら、長身で物おじしない毒舌・狂犬キャラでいつしか「（博多の）ボス」という渾名が定着。第4回じゃんけん大会ではボスキャラをイメージして作り物の葉巻（出場時点では未成年であったため）を持ちながら白のスーツ姿で出場したことがある。
髪型は登場初期は黒髪ボブであったが後に黒髪のシニヨンとなり、時にはソバージュになることもあった。現在では茶髪ボブに変化している。
2期生の秋吉優花と共に「みかん姉妹」を結成し、MCでその毒舌を武器に活躍。さらに村重を加えてバラエティ3姉妹として活躍することもある。
HKT48の1期生でありながら、長らくシングル選抜メンバーに選ばれなかったため、「干されのレジェンド」と呼ばれていたが、7thシングル『74億分の1の君へ』で初めてシングル選抜メンバーに選ばれる。
週刊プレイボーイ増刊「AKB48×週刊プレイボーイ2014」（2014年12月10日号（11月10日発売））にも本作のスピンオフとして『みかん姉妹＋』が掲載された。
干されの期間が長かったために「復帰」という言葉に対して口にされてしまうことを快く思っていなかった。
指原からはあまり相手にされておらず、「私を推せ」と要求しても指原に「そんな権限ない」と断られ、宮脇と『ダウンタウンDX』に出演した時には前髪を切りすぎてブスに見え、思ったほど映ってなかったことに対しては指原に泣きつくも非情とも思える対応をされたことがある。とはいえ、決して疎まれていたわけではなく、第200回では主演を託されるまでになった。
イタズラ好きで臭い靴下を仕掛けることがよくある。ただし多田が指原をはじめとするメンバーを泣かせた時には一喝した。
なお『みかん姉妹+』、並びに自身が主役の時の『なつみかん+』では、タイトルロゴに「みかんの皮の模様」が入っていた。
STU48の大谷満理奈からはメイク担当に間違えられたことがある。
★朝長 美桜（ともなが みお）
HKT48 チームKIV所属 （過去には AKB48 チーム4を兼任していた時期がある）
ニックネーム - みお（てん/たす/ちゃん）
HKT48の2期生。てんとうむChu!メンバーの一員でもある。同期の田島芽瑠とのコンビで「めるみお」として取り上げられることが多い。かつてはよく「サシハラスメント」の対象になっていた。
特技は水泳で9年間習っていた。公演後でも毎日通っており、1km以上泳いだことも。
髪型は一貫して前髪ぱっつんのショートヘアで、笑顔になるとカシューナッツの形になる目が特徴的。登場初期は緊張したり、MV撮影ではいつも泣いてしまう泣き虫であった。二の腕がコンプレックスで他人に触られると崖から突き落としたくなるほど。
後に作中で「棒読み姫」の名がつくほどの棒読みキャラとして描かれるようになった。
朝は低血圧でテンションがとても低く、他のメンバーが近寄る事すらできないほどである。
AKB48兼任後は予備戦なしでじゃんけん大会への出場資格が与えられ、第5回ではHKT48メンバーでは唯一ベスト16入りしている。
トークアプリ755での写真集対決に勝利し、写真集『日向』を発売する。
★森保 まどか（もりやす まどか）
HKT48 チームKIV所属
ニックネーム - まどか、もりぽ、まーちゃん
HKT48の1期生。髪型は一貫してロングヘアーであるが、前髪の有無や髪の色は登場する回によって異なる。松岡菜摘とのコンビで「なつまど」として取り上げられることも多い。
特技はピアノであるが、泳げない。海では波にびびってしまうほど。
長身で大人びた外見を持つクールな美少女キャラであるが、一部のメンバーからは未だに「まーちゃん」と呼ばれることもある。
『名探偵コナン』の大ファンでその登場人物のものまねが得意であり、ユーモラスな一面もある。『さしこ+』時代のタイトル下のイラストでは『名探偵コナン』の単行本を読書している姿が描かれることもあった。
トークアプリ755でのウォッチ対決で勝利し、写真集『森のモノローグ』を発売する。普段はクールだが撮影現場では初めて寝起きを撮られて逆ギレするほど不機嫌になったり、クラゲに足を刺されたりもした（このとき「全身に毒が回り、すぐに足を切断しないと死ぬ」と危機を感じたが塗り薬による治療で事なきを得、その晩にはクラゲの盛り合わせを1皿平らげて「復讐」した）。
「Chou（シュー）」のメンバーでもある。
★宮脇 咲良（みやわき さくら）
HKT48 チームKIV所属（過去にはIZ*ONEで専任活動していた）
ニックネーム - さくら（たん/さん）、宮脇プロ
HKT48の1期生。主人公の指原以外では最初に『○○○+』のタイトルが与えられたメンバー。
指原の移籍直後から「元祖ロリ天使」としてサシハラスメントの餌食となる。のちに成長に伴い「脱ロリ」を果たす。
髪型は登場初期はツインテールであったが、第4回じゃんけん大会のサプライズでボブにした。
運動音痴で、走り方もその奇妙なフォームが「エヴァ走り」と表現されている。
実生活では雑誌の連載を2本持っていたが、漢字に弱いという弱点がある（読み方が小児科→こじか、雷門→らいもん、など）。ただし自身の写真集の発売記念イベントでは漢字の苦手なMCの中西智代梨をフォローしていた。
AKB48兼任後は予備戦なしでじゃんけん大会への出場資格が与えられ、白のワンピース姿で出場することが多い（第5回では女子高生のコスプレをしたメンバーが2年連続で優勝している ので願掛けを込めて白のセーラーワンピースで出場したことがある）。第7回ではにゃんにゃん仮面にあやかってさくさく仮面として出場している。
★村重 杏奈（むらしげ あんな）
HKT48 チームKIV所属（過去にはNMB48チームN兼任であった時期もある）
ニックネーム - むらしげ、あーにゃ
HKT48の1期生。指原の移籍加入によって覚醒した「グイグイモンスター」。初登場からしばらく、ところ構わずグイグイ行って暴れまわっていた。一方、朝は眠気がさすほど弱く、メンバーから心配されてしまうほど。
バラエティ班の一員で一発芸が得意。「めんたいこ」は村重の代名詞といえるほど頻繁に披露されたが、次第に飽きられて封印して、人気が低迷してしまう。この他にも「小籠包」などバリエーションがあるが、「メロンパン」のように単独では完成せず他のメンバーの協力が必要なものもある。
田中菜、秋吉とともにバラエティ3姉妹として活躍することもある。
第6回じゃんけん大会に出場経験があり、特攻服姿で出場している。
後述するユニット「Chou（シュー）」への加入を目論んでいたが、リーダーの松岡菜摘に加入を拒否されていた。
指原が卒業してからはHKTが登場する回での登場回数が多くなっていた。
★矢吹 奈子（やぶき なこ）
HKT48 チームH所属（過去にはIZ*ONEで専任活動していた）
ニックネーム - （き）なこ、ぬこ
HKT48の3期生。でんでんむChu!の一員。IZ*ONEへ専任するまで一人称は「なこ」だった。「ミ」の形をした眉毛が特徴的（本人曰く、「なんでなこの眉毛3本もあるんですか!?」と質問してくるほど）。なお、眉毛は登場時は1本だけでその後しばらくは数本描かれていた後、3本に定着した。復帰後は眉毛が細くなっている。
指原のお気に入りで、よく「サシハラスメント」の対象になる。同期のHKT48メンバーである田中美久とのコンビで「なこみく」として取り上げられることも多い。
他のメンバーを振り回す無邪気なキャラクターである一方、イタズラで週刊誌のエッチなページを見せられると顔をそむけて恥ずかしがったりもする。
加入間もない頃はメンバー最小の身長であったが、その後の身体測定では美久の身長を上回ったことがある。しかしその後は美久の身長を上回ったため、今村が加入するまではメンバー最小の身長であった。
『12秒』イントロの「よっ」コールの考案者で指原が今村にやらせようとすると指原に泣きつくほど譲れない一面も。
なお、矢吹単独または田中美とのコンビでの『なこ（なこみく）+』のタイトルに加え、他のメンバーと共演の場合は『さしこ+なこ（なこみく）』または『〇〇〇+なこみく』のタイトルになる。
劇場やホテルでお化けを何度も目撃しており、お化けを倒す軍隊も結成されるほどであるが、その一方で宇宙人については存在を否定している。
★松岡 菜摘（まつおか なつみ）
HKT48 チームH所属
ニックネーム - なっちゃん、なつ、白米
チームHでは穴井千尋の卒業後はキャプテンを務める。HKT48の1期生。垂れ目と右目下のほくろが特徴的。森保まどかとのコンビで「なつまど」として取り上げられることも多い。
じゃんけん大会に2回出場した経験があり、第5回ではナースのコスプレで、第6回ではワイシャツに黒のショートパンツ姿で出場したことがある。
本作では性格が激しいキャラクターに設定され、楽屋でも泣いているか怒っていると言われるほど。小学生の頃には怒りに任せて母親に跳び蹴りしたこともあった。
トークアプリ755でのソロ写真集争奪バトルで勝利し、写真集『追伸』を発売する。
クールビューティーユニット「Chou（シュー）」のリーダーでもある。
下野 由貴（しもの ゆき）
HKT48 チームKIV所属
ニックネーム - しなもん
HKT48のバラエティ班の1人でガヤ担当。サシハラスメントに便乗して自身も「シナモンスメント」を実施。第3回じゃんけん大会では敗者復活戦を勝ち抜き、「駆け込み禁止」と書かれたタスキをつけた駅員のコスプレで出場した。
★田島 芽瑠（たしま める）
HKT48 チームH所属
ニックネーム - める（ちゃん/ザウルス）
HKT48の2期生。てんとうむChu!メンバーの一員でもある。キツネ目が特徴的。登場初期は目の形が異なっていた。大人びた容姿と裏腹に大食いで超ハイテンション。年上メンバーに対してもタメ口で話し、朝長に対しては1歳年上でありながら「みお」と呼び捨てで呼び、7歳年上の指原に対しては「さしこちゃん」と呼ぶ。
食いしん坊ゆえ食へのこだわりが強く（ケータリングの肉を全部食べて怒られたこともある）、朝食をカップ麺で済ませている指原を一喝するほど。
登場初期は心優しい性格で泣き虫だった朝長を励ましたりした。また「ンフッ」が口癖であった。
同期の朝長美桜とのコンビで「めるみお」として取り上げられることが多い。
本村 碧唯（もとむら あおい）
HKT48 チームKIV所属
ニックネーム - あおい（たん/先生）
チームKIVでは多田愛佳の卒業後はキャプテンを務める。HKT48の1期生。一人称は「あおい」。初登場は第32回で『HaKaTa百貨店』において泣きながら箱の中身当てゲームをするシーンでの登場であった。登場初期は甘えん坊な泣き虫キャラが目立っており、そのためか、涙の流れの有無にかかわらず眼が「常に泣いている状態」で描かれ、他のメンバーにつられて泣いたこともあり、さらにその状態で爆笑しているシーンもあった。髪型は登場初期はストレートであったが、その後はおさげにすることが多い。このため、顔の描写が別人のように変化している。
宮脇同様、指原移籍直後はサシハラスメントの対象だった。
HKT48のダンスリーダーであり、指原がプロデュースするアイドルユニット・=LOVEの曲である『スタート』のダンスの振り付けを担当し、講師を務めたが、恥ずかしさのあまりに泣き出すほど根本は変わっていなかった。とはいえ、泣いていたはなを慰めたりするなど、キャプテンらしい一面も見せている。
☆坂口 理子（さかぐち りこ）
HKT48 チームH所属
ニックネーム - りこぴ
HKT48の2期生。目玉焼きの形をした目が特徴的。非公式ユニット「いもむchu!」のメンバーの一員でポジションは「い」。自称セクシー担当。
★神志那 結衣（こうじな ゆい）
HKT48 チームH所属
ニックネーム - じーな
HKT48の2期生。ナルシストでいつも手鏡で自分の顔を見て見つめている。山本茉央・栗原紗英とともに『控えめ I love you!』で初選抜入りする。
「Chou（シュー）」のメンバーでもある。
村川 緋杏（むらかわ びびあん）
HKT48 チームTII所属
ニックネーム - びびあん
HKT48のドラフト2期生。ハーフのような名前であるが純日本人（名前の由来はビビアン・スーから）。おかっぱ頭と強く瞑ってるような目が特徴的（本村の登場初期の目の描写に似ているが、目頭側が圧縮されてハリセンのような形になっている）。
兒玉の計らいで3kg痩せることを条件に加入し、「5kg痩せます」と公約する。その後公約達成を得意げな顔で宣言するも実際は体重を量っておらず、元の体型に戻っていたことがはなにバレてしまい、更にお菓子とジュースばかりの食生活をしていたことも今村に暴露されたため、走り込みを命じられた。
小田 彩加（おだ あやか）
HKT48チームTⅡ所属
ニックネーム-ODA
HKT48の4期生。宇宙人ネタが大好き。自宅で宇宙人を見たことを矢吹に話すも否定されてしまう。

##### NGT48
北原 里英（きたはら りえ）
NGT48前キャプテン、チームNIII所属
ニックネーム - きたりえ
指原と同じく元AKB48の5期生という同期で盟友。同じ「地方組」のため、連載初期には「りのりえ」としての絡みがしばしば描かれていた。一時期出番は減少していたが、NGT移籍後は出番が再び増えた。
（自身が「ウナギイヌに似ている」と語ったことを踏まえ）本作ではウナギイヌに似せた魚顔として描かれており、魚眼と分厚い唇が特徴となっている。
第8回じゃんけん大会では大家志津香・宮崎美穂とともにKissの天ぷらとしてユニットを組み、出場した。
渡邊 歩咲（わたなべ　あゆさ）
ニックネーム-あゆさ
NGT48の2期研究生。朝食がガムという偏食者で、謎が多い研究生。
高倉 萌香（たかくら　もえか）
ニックネーム - もっちゃん、おかっぱちゃん
おかっぱ頭が特徴的。虫かごの一員でもある。
「世界の人へ」のMV撮影で訪れたロシア・ウラジオストクのホテルで同じ部屋の荻野が日本から持ち込んだドライヤーを借用して爆発させた。
加藤 美南（かとう みなみ）
NGT48 チームNIII所属
ニックネーム - かとみな
北原卒業後はチームNIIIのキャプテンを務める。
運動神経抜群でアクロバットパフォーマンスが得意である（但し最近は劇場でもやっていない）が、寝相が悪く、「おウチのベッドが広いからつい癖で」とのこと。
髪型は登場初期は黒髪のポニーテールだったがのちにドラマ出演のため金髪にする。
荻野 由佳（おぎの ゆか）
NGT48 チームNIII所属
ニックネーム - おぎゆか
NGT48のシングル「世界の人へ」ではセンターを務める。
第9回選抜総選挙位では（前年の95位から）速報で人気メンバーを抑えて1位となり周囲を驚かせた（最終順位でも5位にランクインした）。
山田 野絵（やまだ のえ）
NGT48 チームNIII所属
ニックネーム - のえ（ピー）
NGT48のバラエティ担当だが、第2回AKB48グループ チーム対抗大運動会ではNGT48チームNIIIを優勝に導いた立役者であり、本作では運動神経が抜群な一面を見せている。
HKT48の朝長美桜に似ているといわれているが、嗄れ声（北原曰く、「場末のスナックのママか」）を始めとして何から何まで正反対なキャラクターであるため、朝長の方は心底嫌がっている。なお、本作では両者を明確に描き分けている。
自由奔放な一面もあり、エレベーターでオナラをしたことをファンの前でカミングアウトするなど、下ネタも平気で披露している。
「世界の人へ」のMV撮影で訪れたロシア・ウラジオストクのホテルで日本から持ち込んだドライヤーが高電圧で爆発したときに、「感電した野絵死ぬ」と大げさなリアクションをとっていた。
中井 りか（なかい りか）
NGT48 チームNIII所属
ニックネーム - りかちゃん、りか姫
ツインテールが特徴。登場当初はNGT48のいわゆる“釣り師”として、現在は本人の実態に合わせて炎上キャラとして描かれている。
NGT48のデビューシングルではセンターを務めた。
HKT48の宮脇咲良やAKB48の向井地美音同様に運動音痴だが、その運動音痴ぶりはもはや異次元のレベルであり、『豆腐プロレス』の撮影現場では他の運動音痴メンバー（おもに宮脇、向井地、加藤玲奈）の心の支えになっていたほど。
AKB48グループセンター試験では余裕のあまり居眠りしてしまう。その結果、210位となった。

##### STU48
薮下 楓（やぶした ふう）
ニックネーム - ふう
元NMB48の薮下柊の妹。集合時間になっても到着を待つことが多い存在

##### JKT48
仲川 遥香（なかがわ はるか）
元JKT48メンバー（それ以前はAKB48メンバーであり、最終所属はチームA）
ニックネーム - はるごん、はるか、ごんすけ
元々はAKB48に所属し、元気で自由奔放な妹キャラでファンからは「20歳児」などと呼ばれたこともあったが、その後JKT48に移籍し、センターを務めた。渡り廊下走り隊7のメンバーの一員でもあった。

### 坂道シリーズメンバー

#### 現役メンバー

##### 乃木坂46
乃木坂46は連載初期は各メンバーよりもグループ全体のほうが注目され、メンバー個人では第171回で衛藤美彩を取り上げた程度であったが、『よんぱち+』へのリニューアル後は各メンバーも取り上げている。なお、乃木坂46が主題となった回はタイトルは『よんろく+』に差し替えられる。
秋元 真夏（あきもと まなつ）
ニックネーム - 真夏さん
乃木坂46の1期生。乃木坂46のバラエティ&可愛い担当。初代キャプテンである桜井玲香の卒業に伴い、乃木坂46の2代目キャプテンに就任。
齋藤 飛鳥（さいとう あすか）
ニックネーム - あしゅ（りん）
乃木坂46の1期生。人見知りが激しい。
与田 祐希（よだ ゆうき）
ニックネーム - 与田ちゃん
乃木坂46の3期生。『逃げ水』では大園桃子とともにセンターを務めた。

#### 卒業メンバー

##### 乃木坂46
橋本 奈々未（はしもと ななみ）
ニックネーム - ななみん
乃木坂46の1期生。元々は美大生だったが、アイドルになればロケ弁が出て食費が浮くということで乃木坂に加入した。
生駒 里奈（いこま りな）
ニックネーム - 生駒ちゃん
乃木坂46の1期生。主力メンバーではあるが、本作には時折登場する程度であるため、登場する回によって目の形が異なっている。AKB48との交換留学生時代、第5回じゃんけん大会に出場したことがあるが、負けて兼任が決まった（その後兼任解除）。
西野 七瀬（にしの ななせ）
ニックネーム - ななせまる
乃木坂46の1期生。指原とは猫好きという共通点を持つ。
★衛藤 美彩（えとう みさ）
ニックネーム - みさ（先輩）
乃木坂46の1期生。指原とは大分出身という共通点を持つ。ビー玉のような大きな目が特徴的。乃木坂46加入前に週刊プレイボーイで『ミスマガジン2011』グランプリとしてグラビアが掲載されたことがある。アイドルオタクで推しメンは柏木由紀であるが、憧れの先輩は大島優子。第50巻第35号・No.39・40合併号・2015年10月5日発行（2015年9月14日発売）掲載の171回の『みさ+』において主人公となったほか、週刊プレイボーイ増刊「乃木坂46×週刊プレイボーイ2015」（2015年10月15日号（9月17日発売））に『みさ先輩+』が掲載された。
『さしこ+』時代において乃木坂46メンバーでは唯一『○○○+』のタイトルがついた。
堀 未央奈（ほり みおな）
ニックネーム - 堀ちゃん
乃木坂46の2期生。本作ではNGT48の山田野絵とは異なり、自身がHKT48の宮脇咲良に似ていることを踏まえ、宮脇に似せたかたちで描かれている。宮脇、欅坂46の平手友梨奈とともに髪型が近いため、おかっぱ3姉妹といじられる。
白石 麻衣（しらいし まい）
ニックネーム - まいやん
乃木坂46の1期生。近寄りがたい美貌のオーラを持つ。
松村 沙友理（まつむら さゆり）
ニックネーム - さゆりんご
乃木坂46の1期生。本作では常に笑顔でにこやかな表情をしている。伊藤かりん、佐々木琴子、寺田蘭世とともにさゆりんご軍団を率いている。
生田 絵梨花（いくた えりか）
ニックネーム - いくちゃん
乃木坂46の1期生。ピアノが特技。
大園 桃子（おおぞの ももこ）
ニックネーム - 桃子姫
乃木坂46の3期生。鹿児島出身の最強天然少女。パイカットアイ風の目と口の上のほくろが特徴的。『逃げ水』では与田祐希とともにセンターを務めた。抱き枕がないと眠れない。

##### 欅坂46
平手 友梨奈（ひらて ゆりな）
ニックネーム - てちこ、平手
第242回で登場。宮脇、堀とともにおかっぱ3姉妹といじられる。

### スタッフ
秋元 康（あきもと やすし）
本作の企画監修を担当。自身も初期の頃「秋元やすす（先生/プロデューサー）」として登場。指原のHKT48移籍後はあまり登場せず、第39回 と第128回において後ろ姿のみで登場している。
戸賀崎 智信（とがさき とものぶ）
元AKB48グループカスタマーセンター長
ニックネーム - とがちゃん、アニキ
谷真理佳に「君は宝だ」と言わしめたり、HKT48CDデビューイベントで行われたこんなセリフ言っちゃいましょうのコーナーでは松岡菜摘を優勝させたりするなど、本作ではなんだかんだでメンバー想いなキャラクターに設定されている。
★尾崎 充（おざき あつし）
元HKT48劇場支配人
ニックネーム - おざきたん
本作では常に笑顔であり、笑い上戸で豪快な笑い方が特徴的。
かつてはとんねるずの事務所スタッフを務めるなど経験豊富で仕事熱心であるが、トラブルメーカーでメンバーが着替え中にも関わらず楽屋に入ってしまうなど（メンバーから貼り紙を貼られても入ってしまうほど）、存在感のある外見とは裏腹におっちょこちょいでメンバーを平気で甘やかすダメ支配人であり、ギャグ要員して描かれている。食いしん坊なのか、「お腹空いた」が口癖。
機械音痴でカメラなどの取り扱いはやや不得手であり、登場初期には部下スタッフに教えてもらわないと分からなかったこともあり、操作に手間取って窘められたりするなど、初歩的な一面を見せることも度々あった。せっかく撮影したメンバーの写真も被写体となった後藤泉から「ブス写真多め」と苦言を呈されたりするなど苦労が絶えない。
メンバーに対する面倒見は良く、時には焼肉屋に連れて行かせたり、村重のつまらないギャグに笑い過ぎてメンバーからクレームがついた時には 村重を擁護するなど頼もしい一面もあり、支配人としては憎めない存在である。
指原以外のAKB48グループ劇場支配人で唯一『○○○+』のタイトルがついた。
北川 謙二（きたがわ けんじ）
AKB48のアシスタントプロデューサー。初登場は第59回で『さよならクロール』のMV撮影のカメラマンの1人として登場した（ただし顔は描かれていない）。第3回AKB48紅白対抗歌合戦では小嶋陽菜とのデュエット曲である『2人はデキテル』を歌った。
★青木 宏行（あおき ひろゆき）
光文社エンタテインメント編集部編集長
ニックネーム - あおきー
指原の写真集「猫に負けた」制作のエピソードが本作にて語られたが、その際に「タレントじゃないのに」主役（『あおき+』）として登場。
AKB48グループのメンバーでは「みるきー（渡辺美優紀）」「こじまこ（小嶋真子）」推しだが、他にも推しメンを増やしすぎて突っ込まれることもしばしば。

### AKB48グループ・坂道シリーズ以外のタレント
タモリ
タレント、司会者
第13回「ソロ祭り」 に登場。『ミュージックステーション』ならびに指原がかつてレギュラーを務めていた『笑っていいとも!』の司会を務める。
徳光 和夫（とくみつ かずお）
フリーアナウンサー、タレント、司会者
選抜総選挙の開票イベントの司会を行っており、同イベントを取り上げた回に登場している。
イジリー岡田
タレント、司会者
初登場は第19回「ゆび祭り」で司会者として登場。じゃんけん大会ではレフェリーを務める。
アナログタロウ
タレント
第102回で登場。HKT48メンバーのどうでもいい情報を披露するが、指原に至っては衝撃の秘蔵写真を披露してしまう。
=LOVE
第264回で登場。指原がプロデュースするアイドルユニットであり、本作では大谷映美里・野口衣織・髙松瞳の3人が登場した。この中でも髙松は乃木坂46のファンである。

### その他
釘宮 磐（くぎみや ばん）
政治家（登場当時は指原の出身地の大分市長）
第12回で幕張宣言の立会人として登場。その後は第64回 で再登場。指原のことを応援しており、観光大使に任命している。連載開始以来、自治体の首長が作中に登場したのは釘宮市長（当時）が唯一の例である。
たかもん
大分市にある高崎山のゆるキャラ。釘宮市長（当時）とともに登場。

## 用語

### ユニット
★印のユニットは、『さしこ+』時代においてタイトル『○○○+』に採用されたことがある。
★いもむchu!
『てんとうむChu!』に対抗すべく結成された、冨吉明日香、坂口理子、駒田京伽、後藤泉、谷真理佳の5人で構成される非公式ユニット。冨吉がセンターとプロデューサーを務める。メンバーはイモムシの被り物を着用する。元々は谷を除く4人で構成され、谷は滑り込みの形で加入している。いもむchu!には正規と研究生のメンバー区分が存在し、正規メンバーの基準はメンバー思いである。谷は駒田の誕生日にプレゼントを忘れたことで冨吉のさじ加減1つで研究生に降格させられたが、後藤の卒業後に正規メンバーに昇格（復帰）した。
メロンパン同盟
AKB48グループの非公式ユニット。松井玲奈（SKE48・会長）と島崎遥香（AKB48・副会長）により結成。活動内容は、『富士山めろんぱん』を食べることを目標にしながら、日本のメロンパンの消費活動に貢献すること。福本愛菜（NMB48）の卒業をきっかけに解散した。
★アンリレ
入山杏奈・川栄李奈・加藤玲奈によるユニット。指原の2作目のシングル意気地なしマスカレードは「指原莉乃 with アンリレ」名義でリリースされている。
SONE
指原莉乃・北原里英・宮崎美穂・峯岸みなみの4人で構成されるZONEの完全コピーによるエアバンド。

#### 第8回じゃんけん大会におけるユニット
fairy w!nk
第8回じゃんけん大会に出場するために結成された荒巻美咲・運上弘菜によるユニット。妖精の格好をしており、笑わないアイドルをコンセプトにしている。HKT48メンバーとしてじゃんけん大会初優勝を果たした。
栄6期生
第8回じゃんけん大会に出場するためにSKE486期生9名で結成されたユニット。赤いセーラー服が特徴的。
Kissの天ぷら
第8回じゃんけん大会に出場するために結成された北原里英・宮崎美穂・大家志津香によるユニット。チャットモンチーをオマージュした架空のガールズバンドという設定であるが、具体的な詳細については明らかにされていない。魚のキスにKISSTENがプリントされたTシャツに大きめの服を羽織っている。前述の栄6期生と対戦したため、「会場をがっかりさせてやる」と宣言してブーイングを煽り、ヒールを演じてしまうも栄6期生に勝利し、ベスト4までに勝ち上がる。
サンタロウ
第8回じゃんけん大会に出場するために結成された松村香織・大場美奈・高柳明音によるユニット。auのCMキャラクターである三太郎に便乗して結成された。松村は金太郎、大場は浦島太郎、高柳は桃太郎に扮している。
Chou
第8回じゃんけん大会に出場するためにHKT48の松岡菜摘・森保まどか・栗原紗英・山下エミリー・松本日向・宮﨑想乃の6名で結成されたユニット。翌年には神志那結衣を加えた現在の7名で再出場している。

### コンビ・トリオ
★印のコンビ・トリオは、『さしこ+』時代においてタイトル『○○○+』に採用されたことがある。
りのりえ
指原莉乃と北原里英によるコンビ。
★みかん姉妹
田中菜津美と秋吉優花によるコンビ。田中菜のニックネームがなつみかん、秋吉の大好物がみかんであることに由来する。
バラエティ3姉妹
上記みかん姉妹に村重杏奈を加えたもの。博多極悪毒舌3姉妹とも。
★なこみく
矢吹奈子と田中美久によるコンビ名。
★めるみお
田島芽瑠と朝長美桜によるコンビ名。
★なつまど
松岡菜摘と森保まどかによるコンビ名。
さくらっぴ
宮脇咲良と兒玉遥によるコンビ名。
三銃士
岡田奈々と小嶋真子と西野未姫によるトリオ名。
たにちょり
谷真理佳と中西智代梨によるコンビ名。

### その他
サシハラスメント
指原とセクシャルハラスメントを組み合わせた造語で指原がお気に入りのメンバーに対して行うセクハラ行為。手口として「チューしよー」と言ってメンバーにキスを強要したり、頬を指で触ったり、「かわいーね」「○○たん〜」などと声を掛けたりするなどしている。
ムラシゲスメント
上記サシハラスメントから派生した言葉で、村重が対抗して自分の名前に入れ替えた造語。こちらは村重が行うセクハラ行為であり、いきなりメンバーにチューしたり抱きついたりするなど本家より過激なものである。
シナモンスメント
前述のサシハラスメントから派生した言葉でこちらは下野由貴のニックネームであるしなもんとセクシャルハラスメントを組み合わせた造語。
地方組
AKB48の地方出身者のうち研究生時代に共同生活しており、共同生活解消後も仲の良いメンバーである北原里英、指原莉乃、大家志津香、後にSKEに移籍した中西優香らの総称。後に横山由依らも加入した。
太田プロ総選挙
有吉弘行が主催する行事で太田プロダクション所属者を独断でランク付けする。2013年は大島優子は1位、指原莉乃は10位にランクインしている。第64回で大島が太田プロ総選挙で1位になったことをいいことに選抜総選挙で1位となった指原をからかう目的で発した言葉として使われた。
れなっち総選挙
加藤玲奈が755でファンからの要望を受けて気まぐれに始めた独自の総選挙。加藤玲奈がカワイイメンバーを独自にランク付けする。AKBグループはもとより、乃木坂46やアイドリング!!!からも立候補するメンバーが続出し、好評を博した。なお第1回では自身を6位にランクインさせていたが、第2回では自身は加えずプロデューサーに徹していた。詳細は加藤玲奈 (アイドル)#れなっち総選挙を参照。
噛み7（かみしぇぶん）／滑舌選抜
兒玉遥が中心になって滑舌の悪いメンバーを集めたグループ。当初7名のメンバーを集めて「神7」をもじって「噛み7」と名乗ったが、メンバーが1名増えたため「滑舌選抜」と改名した。
めんたいこ
一発芸を得意とする村重のギャグの1つで両腕で顔の周りに輪を作り上体を右腕側に傾けてめんたいこの形にする。朝長もこのギャグを披露して爆笑されたことがある。
エヴァ走り
運動音痴の宮脇が見せる走り方。両腕がバタバタしていて顎も上がっており、その姿はエヴァンゲリオンを彷彿とさせる。

## 備考
- 2019年時点で本作単体としての単行本化はされていない。2018年以前は過去の作品を再掲したものも出版されていなかったため、過去の当作品を購読する方法は過去の『週刊プレイボーイ』を探すほかなく、極めて困難な状況であった。主人公であった指原の卒業を受けて2019年5月に発売された「指原莉乃×週刊プレイボーイ」では、過去の作品から抜粋したものが掲載されている。また、この抜粋集をもって『さしこ＋』としては連載終了になったが（奇しくもこの時の回数は345回（同じ週に発売した週プレ本誌には344回を掲載した。）であった。）、348回では『帰ってきたさしこ＋』として復活している。
- 第14回「記者会見」では植田まさしの4コマ漫画『かりあげクン』の登場人物に類似した新聞記者が登場した。その内の1人である女性記者は黒髪ではないため、他の植田まさし作品と同様に髪の流れを表した模様が入るが、本作では髪の部分にスクリーントーンが入っている。なお、実際の植田まさし作品ではスクリーントーンは使用されていない。
- AKB48グループメンバーの服装は基本的にネクタイもしくはリボンを締めたブラウスにチェックのスカートを着用するが、HKT48メンバーは『さしこ+』時代は基本的に制服である襟とスカートにチェックの模様が入ったセーラー服を着用する。『よんぱち+』へのリニューアル後はHKT48メンバーも基本的に他のAKB48グループメンバーと同様の服装を着用している。ただしSTU48メンバーはその兼任メンバーを含めて例外的に制服であるストライプのワンピースを着用する。

## 関連作品
- 「アイドル“トキワ荘”4コマ ゆかいなゆかいなSKEハウス」

週刊プレイボーイ増刊「SKE48×週刊プレイボーイ2012」（2012年6月15日号（5月15日発売））に掲載された、田辺洋一郎作画による金子栞・松村香織・矢方美紀・出口陽といった名古屋以外の出身であるSKE48メンバーが共同生活を送っていたマンション通称「SKEハウス」での出来事を題材とした漫画。
- 「SKE48 4コマ相関図　あいり+」

週刊プレイボーイ増刊「SKE48×週刊プレイボーイ2013」（2013年11月15日号（10月15日発売））に掲載された当時SKE48チームKIIに在籍しており、SKE48卒業後にイラストレーターになった古川愛李による自身を含むSKE48メンバーを題材とし、本作と同じ構成をとった漫画作品。
- 「田辺洋一郎が描く！見どころ４コマ漫画」

HKT48の1stアルバム「092」のDVDに収録されている短編映画企画「東映 presents HKT48×48人の映画監督たち」の各作品の見どころを題材とした漫画。同企画の特設サイトに掲載されている。本作に未登場のメンバーも多数登場している。
- 「松村さん、さすがです。」

BUBKA（2015年12月号）に掲載された田辺洋一郎作画による松村香織写真集「無修正」発売記念イベントを題材とした漫画。なお、この作品はカラーで掲載されている。
- 「MITAN + LAST IDOL FAMILY 4コマ劇場 らすあい+」

週刊プレイボーイ2020年6月29日号（6月15日発売）に掲載された田辺洋一郎作画による長月翠を中心としたラストアイドルファミリーを題材とし、本作と同じ構成をとった漫画作品。なお、巻頭の目次及び巻末のアンケートページでの表記は「長月翠4コマ劇場『らすあい+』」と表記された。